# Нуйи, Индра
Индра Кришнамурти Нуйи (там. இந்திர கிருஷ்ணமூர்த்தி நூயி, англ. Indra Krishnamurthy Nooyi) — американская предпринимательница индийского происхождения. С 2006 по 2018 год председатель совета директоров и CEO компании PepsiCo — второй в мире по величине чистой прибыли среди компаний пищевой индустрии. Входит в состав Президентского форума по стратегии и политике — группы из 19 наиболее успешных и уважаемых американских представителей бизнеса, которые призваны консультировать 45-го президента США Дональда Трампа по вопросам, связанным с экономическим ростом, созданием новых рабочих мест и повышением производительности труда. Член Американского философского общества (2021).

## Ранние года и карьера
Индра Нуйи родилась в Ченнае в Индии. В 1974 году она получила степень бакалавра в области физики, химии и математики в Мадрасском христианском колледже, а в 1976 году — диплом в области управления (MBA) Индийского института менеджмента в Калькутте. Начав свою карьеру в Индии, Нуйи занимала должности менеджера по продукции в Johnson & Johnson и текстильной фирме Mettur Beardsell.
В 1978 году она поступила в Школу менеджмента Йельского университета и получила степень магистра государственного и частного управления. Учась в Йеле, она проходила летнюю стажировку в Booz & Company. Выпустившись в 1980 году, Нуйи работала в Бостонской консалтинговой группе, а затем занимала высокие позиции в Motorola и Asea Brown Boveri.
Нуйи начала работать в PepsiCo в 1994 году. В 2001 году она стала президентом и финансовым директором компании. Нуйи управляла глобальной стратегией PepsiCo более десяти лет и провела реструктуризацию компании, в том числе выделив в 1997 году её рестораны в компанию Tricon, ныне известную как Yum! Brands. По инициативе Нуйи была приобретена Tropicana в 1998 году и Quaker Oats Company в 2001 году. В 2007 году она стала пятым CEO в 44-летней истории PepsiCo.
По данным BusinessWeek, с тех пор, как Нуйи стала финансовым директором в 2000 году, ежегодные доходы компании выросли на 72 %, а чистая прибыль — более чем вдвое: до 5,6 миллиарда долларов в 2006 году.
В 2007 и 2008 годах The Wall Street Journal включал Нуйи в список 50 женщин для наблюдения, а Time включал её в число 100 самых влиятельных людей в мире. Forbes в 2008 году назвал её третьей по влиятельности женщиной в мире. Fortune в 2009 и 2010 годах называл её самой влиятельной женщиной в бизнесе. В 2010 году Forbes назвал её шестой по влиятельности женщиной в мире.
Замужем за Раджкантилалом Нуйи. У них есть две дочери. Живут в Гринвиче в штате Коннектикут.